# NWT Magazine
NWT Magazine (voorheen Natuurwetenschap en Techniek en daarvoor Natuur & Techniek) was een Nederlands populairwetenschappelijk tijdschrift dat zich specialiseerde in stevige achtergrondartikelen over wetenschappelijke en technische ontwikkelingen in de natuurkunde, scheikunde, biologie, geneeskunde, astronomie en archeologie. Het maandblad had eveneens een ruime belangstelling voor het werk van de belangrijkste Nederlandse en Belgische wetenschappers. Het bestond sinds 1931 en werd uitgegeven door Veen-magazines, dat later Veen Media werd. Het tijdschrift had een oplage van ruim 20.000 exemplaren en werd verspreid in Nederland en Vlaanderen.
In mei 2013 is NWT Magazine verdergegaan als Nederlandstalige editie van New Scientist.

## Geschiedenis

### De periode Natuur & Techniek
Het maandblad Natuur & Techniek (later: Natuurwetenschap & Techniek, NWT en NWT Magazine) verscheen sinds 1932 (daarvoor bestond al een kwartaaleditie onder de naam Natuurwetenschap & Vernuft). Het tijdschrift was toen zo'n vijftig pagina's dik, met mooie zwart-witfotografie. Het blad is in 1932 opgericht bij uitgeversmaatschappij Elsevier. Alles veranderde op het moment dat in 1960 Theo Martens, ingenieur uit Heerlen, het blad overnam. Martens pakte Natuur & Techniek voortvarend aan. Hij veranderde de redactionele formule door vooral wetenschappers artikelen te laten schrijven, een aantal docenten van middelbaar en hoger onderwijs aan het blad te verbinden en voortaan artikelen uit didactisch oogpunt te laten schrijven en redigeren.

### NWT & New Scientist
In 1994 werd het tijdschrift overgenomen door Veen Magazines.
In 2003 won het blad de Eureka! prijs in de categorie media.

## Bekende (oud-)redacteuren
- Christian Jongeneel
- Vincent Icke
- Marcel Hulspas
- Carl Koppeschaar
- Geert Verschuuren
- Gerard 't Hooft
- Jos van den Broek
- Maarten Keulemans
- George van Hal